# Eisenbahnunfall von Gutach

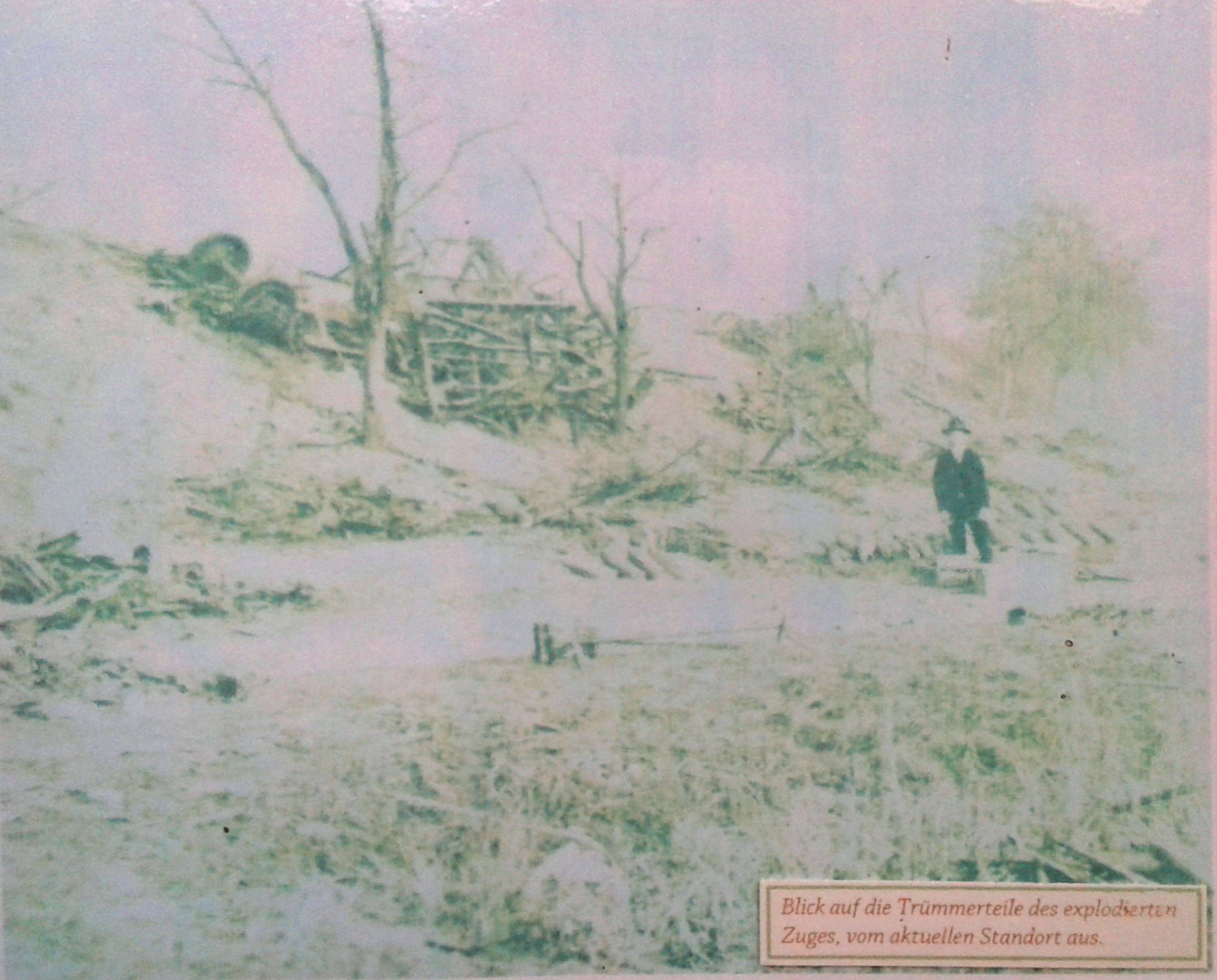
Abbildung vom Unglücksort auf der Tafel an der Eisenbahnunterführung am Ramsbachweg in Gutach (Schwarzwaldbahn)

Der Eisenbahnunfall von Gutach ereignete sich am 24. Mai 1918 auf der badischen Schwarzwaldbahn bei Gutach (Schwarzwaldbahn), als dort ein Munitionszug explodierte.

## Hergang
Am Abend des 24. Mai 1918 befuhr ein Munitionszug die Strecke von Hornberg nach Hausach. Er bestand aus 18 Wagen, die 15-cm-Granaten transportierten.
Die Achse eines Wagens erlitt einen Heißläufer, in dessen Folge der Wagen zu brennen begann. Das Personal brachte den Zug zum Halten, so dass er auf der Höhe des Joklisbauernhofes zum Stehen kam. Das Personal konnte noch flüchten, bevor die Munition zu explodieren begann. Munitions- und Zugteile wurden durch die Explosionen 800 bis 1000 Meter weit geschleudert. Die Explosionen dauerten bis zum nächsten Morgen an.
Personen kamen nicht zu Schaden. Der 1705 erbaute Joklisbauernhof und das benachbarte Leibgedinghaus brannten ab. Auch entfernter gelegene Gebäude wurden beschädigt. Großen Schaden gab es auch an der Eisenbahninfrastruktur und den Fernsprechanlagen. Elf Wagen des Zuges wurden völlig zerstört.
Der Bahnverkehr war für zwei Tage unterbrochen. Die Unfallstelle wurde von Soldaten eines Infanterieregiments von der verbliebenen Munition und den Trümmern gesäubert. Noch lange Zeit danach fanden sich beim Pflügen Splitter und ganze Granaten im Boden.

## Quelle
- Erläuterungstafel mit Bildern und illustriertem Text, die in Gutach an der Unterführung steht, mit dem die Bahnstrecke den Ramsbachweg im Streckenabschnitt Hausach-Hornberg überquert.

Koordinaten: 48° 15′ 8,7″ N, 8° 12′ 52,6″ O